# Alexander von Kluck

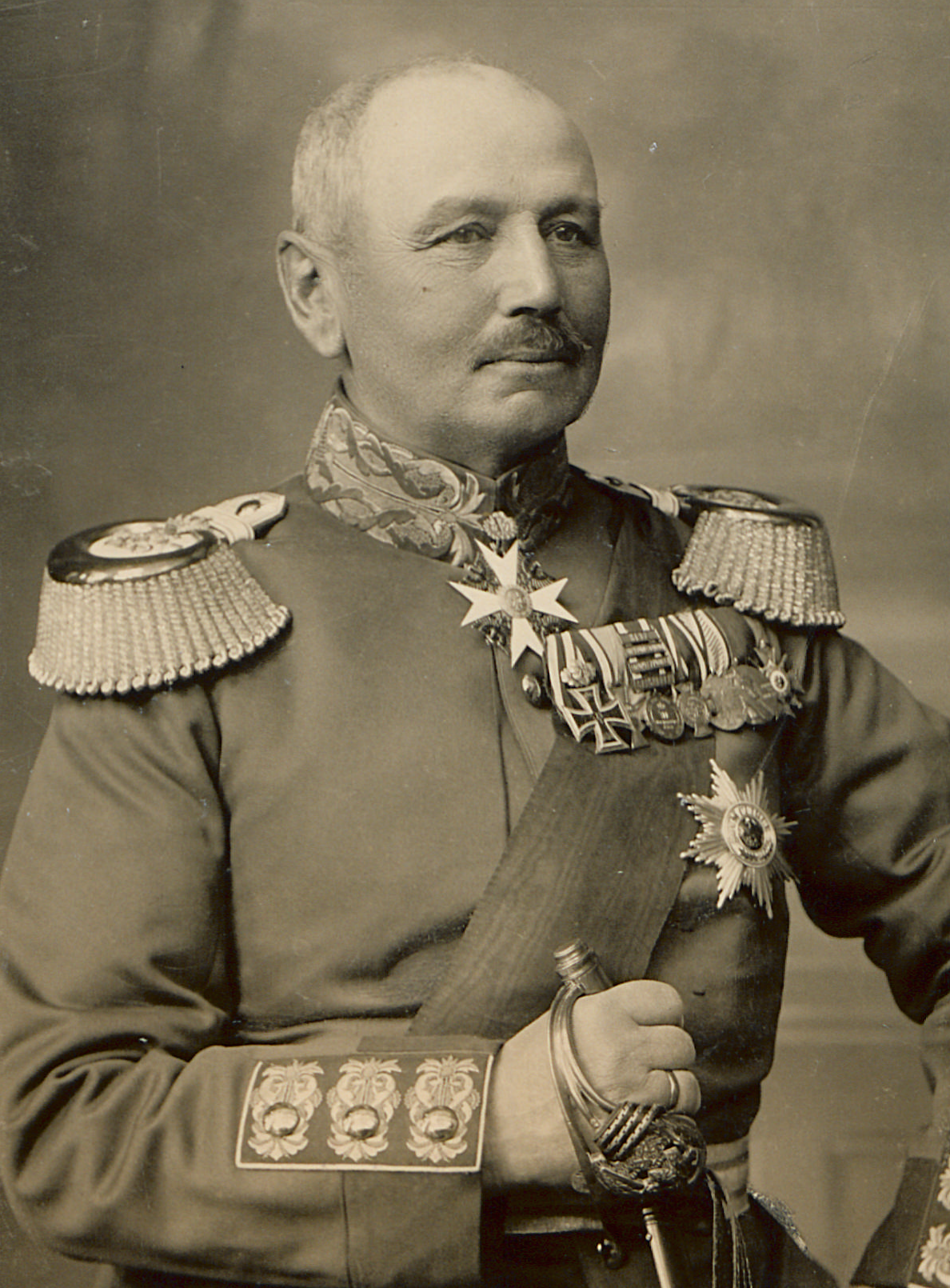
Alexander von Kluck (1916)

Alexander Heinrich Rudolph Kluck, ab 1909 von Kluck, (* 20. Mai 1846 in Münster; † 19. Oktober 1934 in Berlin) war ein preußischer Generaloberst und Armeeoberbefehlshaber im Ersten Weltkrieg. Er kommandierte zu Beginn des Ersten Weltkriegs die 1. Armee, die 1914 den gescheiterten Angriff auf Paris unternahm. Wegen seines ungeduldigen und eigenmächtigen Vorgehens, das eine Lücke in der deutschen Front entstehen ließ, wird er für das Scheitern des Schlieffen-Plans in der Marneschlacht und damit der deutschen Westoffensive mitverantwortlich gemacht.

## Leben

### Familie

Klucks Geburtshaus in der Straße Krummer Timpen in Münster

Kluck war einer von sechs Söhnen des Architekten Karl Kluck (* 4. September 1803 in Minden; † 11. April 1864) und dessen Ehefrau Elisabeth Kluck geb. Tiedemann († 1881). Er besuchte das Gymnasium Paulinum in seiner Heimatstadt Münster.

Fanny von Kluck

1874 heiratete er Fanny von Donop (1850–1938), mit der er drei Söhne und eine Tochter hatte. Die Schauspielerin Molino von Kluck war seine Enkelin.

### Militärkarriere

#### Die ersten 50 Jahre der Laufbahn als Soldat
Kluck trat 1865 in die Preußische Armee ein und diente im folgenden Jahr im Deutschen Krieg von 1866 und im Deutsch-Französischen Krieg 1870/71. Am 15. November 1887 wurde er Major und übernahm am 1. Juli 1888 die Leitung der Unteroffizierschule in Neubreisach. Am 16. April 1889 wurde er Bataillonskommandeur im 3. Magdeburgischen Infanterie-Regiment Nr. 66. Am 25. März 1893 wurde er Oberstleutnant und übernahm am 27. Januar 1896 für zwei Jahre den Landwehrbezirk in Berlin. Am 18. April 1896 wurde Kluck zum Oberst befördert und führte ab 15. Juni 1898 das Füsilier-Regiment Nr. 34 in Bromberg. Am 22. Mai 1899 übernahm er das Kommando über die 23. Infanterie-Brigade in Gleiwitz und wurde am 22. September 1899 zum Generalmajor befördert. Am 18. Februar 1902 erhielt er das Kommando über die 37. Division in Allenstein und erhielt zwei Wochen später am 4. März den Rang Generalleutnant. Seit dem 13. Juni 1906 war er Kommandierender General des V. Armee-Korps in Posen und wurde am 16. Oktober 1906 zum General der Infanterie ernannt. Am 11. September 1907 übernahm er die Führung des I. Armee-Korps in Königsberg. Seit 1. Oktober 1913 war er Generalinspekteur der VIII. Armee-Inspektion in Berlin. Am 27. Januar 1914 wurde er zum Generaloberst befördert.
Kluck war auch lebenslanges Mitglied der Burschenschaft Neogermania Berlin.

#### Erster Weltkrieg, Rolle in der Marneschlacht (1914)
Beim Ausbruch des Ersten Weltkrieges wurde Kluck am 2. August 1914 zum Oberbefehlshaber der 1. Armee ernannt; im Oberkommando der 1. Armee (AOK 1) diente ihm Generalmajor Hermann von Kuhl als Chef des Generalstabes, ein offensiver Geist wie er. Die 1. Armee hatte ihre Position am äußersten rechten Flügel des deutschen Heeres im Westen, der gemäß der „Großen Denkschrift“ des Generalobersten Schlieffen (Schlieffen-Plan) die schnelle Schwenkung durch Belgien und Nordfrankreich in Richtung Paris durchführen sollte. Ziel des rechten Flügels war es, den linken Flügel des französischen Heeres aufzurollen, Paris zu umfassen und so den Krieg im Westen zu einem schnellen Ende zu bringen, damit die deutschen Westarmeen für den Kampf gegen das Russische Reich im Osten zur Verfügung standen. Klucks 1. Armee erhielt die untere Seine zum Ziel.
Die Ausführung dieses Planes scheiterte im August/September 1914 an einer Vielzahl verschiedener Momente – an organisatorischen und logistischen Schwächen des Schlieffen-Plans:
- an den operativen Folgen der Unterstellung der 1. Armee (Kluck) unter die Führung der 2. Armee mit Bülow (17.–27. August)
- an Klucks eigenmächtiger Entscheidung (29. August), die Marschrichtung seiner Armee zu ändern, so dass sie östlich – statt westlich – von Paris vorging
- an der OHL, Generaloberst von Moltke, der Kluck gewähren ließ
- am unerwartet starken Widerstand der Gegner, die nach einer Serie schwerer Niederlagen (21.–29. August) ihre Kräfte flexibel reorganisierten und im frühen September die Offensive wiederaufnahmen. Die Luftaufklärung der Aéronautique Militaire hatte Klucks Marschrichtungswechsel bald bemerkt.

Zwar konnte Klucks Armee, die am äußersten rechten Flügel auch die größten Marschleistungen erbrachte, sich bis auf wenige Kilometer an Paris herankämpfen, als aber in der Schlacht an der Marne (6.–9. September) die anglo-französischen Streitkräfte begannen, in die ca. 40 Kilometer breite Lücke zwischen der 1. Armee (Kluck) und der 2. Armee (Bülow) vorzustoßen, brach Moltke das Vordringen im Westen ab und ließ die deutschen Armeen ca. 80 km zurückgehen, bis hinter die Aisne. Obwohl dies nur ein einstweiliger, taktischer Rückzug hatte sein sollen, war damit die deutsche Offensive im Westen gescheitert, und ein jahrelanger Stellungskrieg begann.
Kluck wurde im März 1915 bei einer Frontinspektion nahe Vailly-sur-Aisne durch Granatsplitter schwer verwundet. Er schied im Oktober des folgenden Jahres aus dem aktiven Dienst aus. Anlässlich seines Abschiedes ernannte Kaiser Wilhelm II. ihn am 15. Oktober 1916 zum Chef des 6. Pommerschen Infanterie-Regiments Nr. 49.

### Nach dem Ausscheiden aus dem Militärdienst

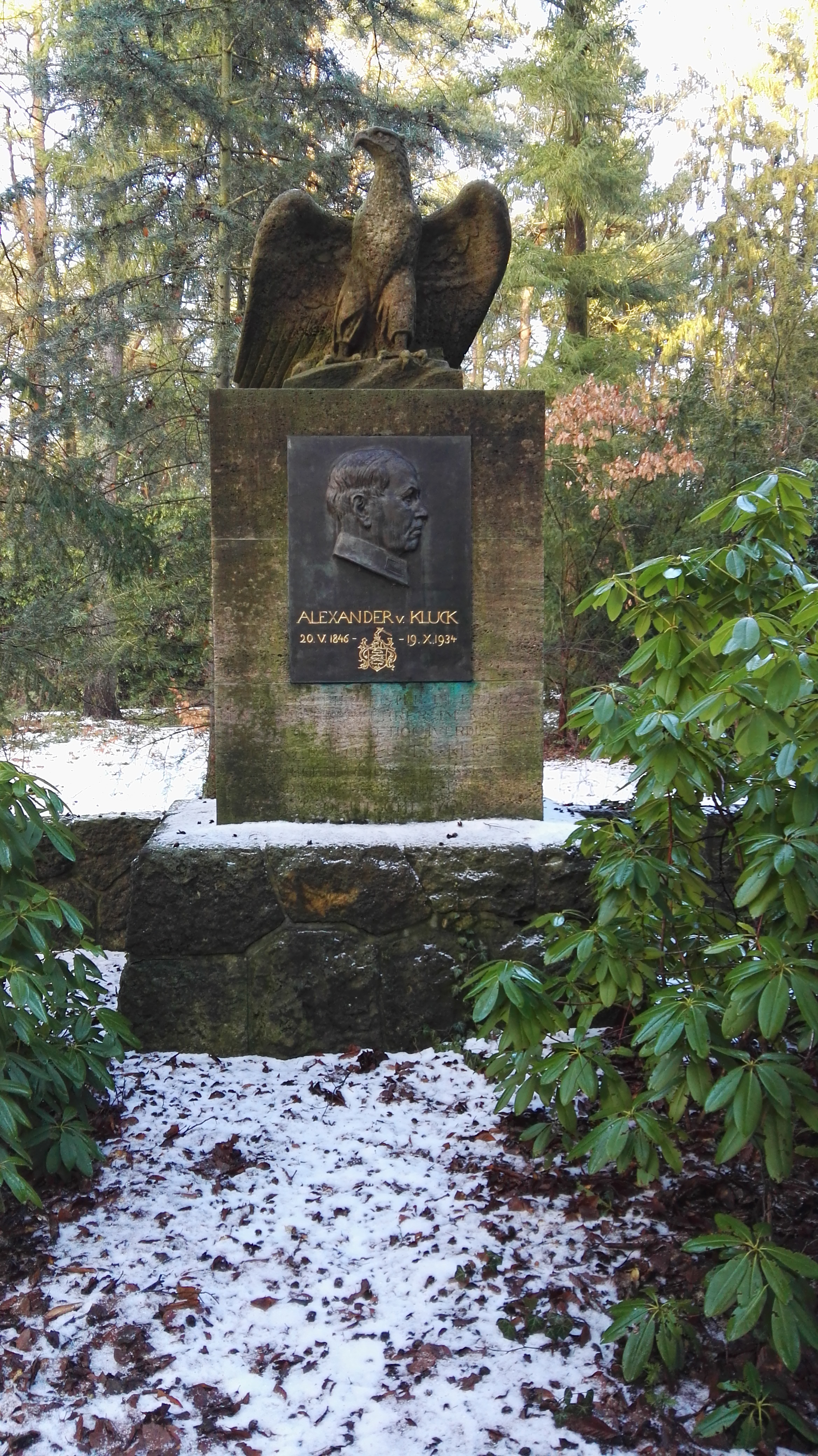
Grabstätte in Stahnsdorf

Kluck war Mitglied der im November 1915 gegründeten exklusiven Mittwochsgesellschaft und seit 1920 der Gesetzlosen Gesellschaft.
Alexander von Kluck wurde im Erbbegräbnis auf dem Südwestkirchhof Stahnsdorf beigesetzt, wo sich sein Grab noch heute befindet (Block Heilig Geist, Gartenblock VI, Erbbegräbnis 12).

## Ehrungen

Wappen der Familie von Kluck

Am 27. Januar 1909 war Kluck in den erblichen Adelsstand erhoben worden. Für seine Leistungen wurden ihm u. a. der Schwarze Adlerorden, das Großkreuz des Roten Adlerordens sowie am 28. März 1915 der Orden Pour le Mérite verliehen.
In seiner Geburtsstadt Münster ist die Von-Kluck-Straße nach ihm benannt. Die Magdeburger Straße in Berlin-Tiergarten wurde Mitte 1935 in Kluckstraße umbenannt, auch mit Bezugnahme auf den in unmittelbarer Nähe gelegenen Bendlerblock.
Die Burschenschaft Rheno-Marchia Münster im Allgemeinen Deutschen Burschenbund ernannte Kluck zum Ehrenmitglied.

## Schriften
- Der Marsch auf Paris und die Marneschlacht 1914. Ernst Siegfried Mittler und Sohn, Berlin 1920 (In englischer Sprache: The march on Paris and the battle of the Marne, 1914. Notes by the Historical Section (Military Branch) of the Committee of Imperial Defence. Longmans, Green, New York NY 1920; in spanischer Sprache: La marcha sobre Paris y la batalla del Marne, 1914. L. Bernard, Buenos Aires 1921; in französischer Sprache: La marche sur Paris (1914). Payot, Paris 1922).
- Wanderjahre – Kriege – Gestalten. R. Eisenschmidt, Berlin 1929.